# Cerkiew Wprowadzenia Matki Bożej do Świątyni w Bârsanie
Cerkiew Wprowadzenia Matki Bożej do Świątyni – drewniana cerkiew z 1720 r. w Bârsanie w okręgu Marmarosz w północnej Rumunii.
Jedna z ośmiu cerkwi leżących na terenie Marmaroszu, które w 1999 r. zostały wpisane na listę światowego dziedzictwa UNESCO. 

## Opis

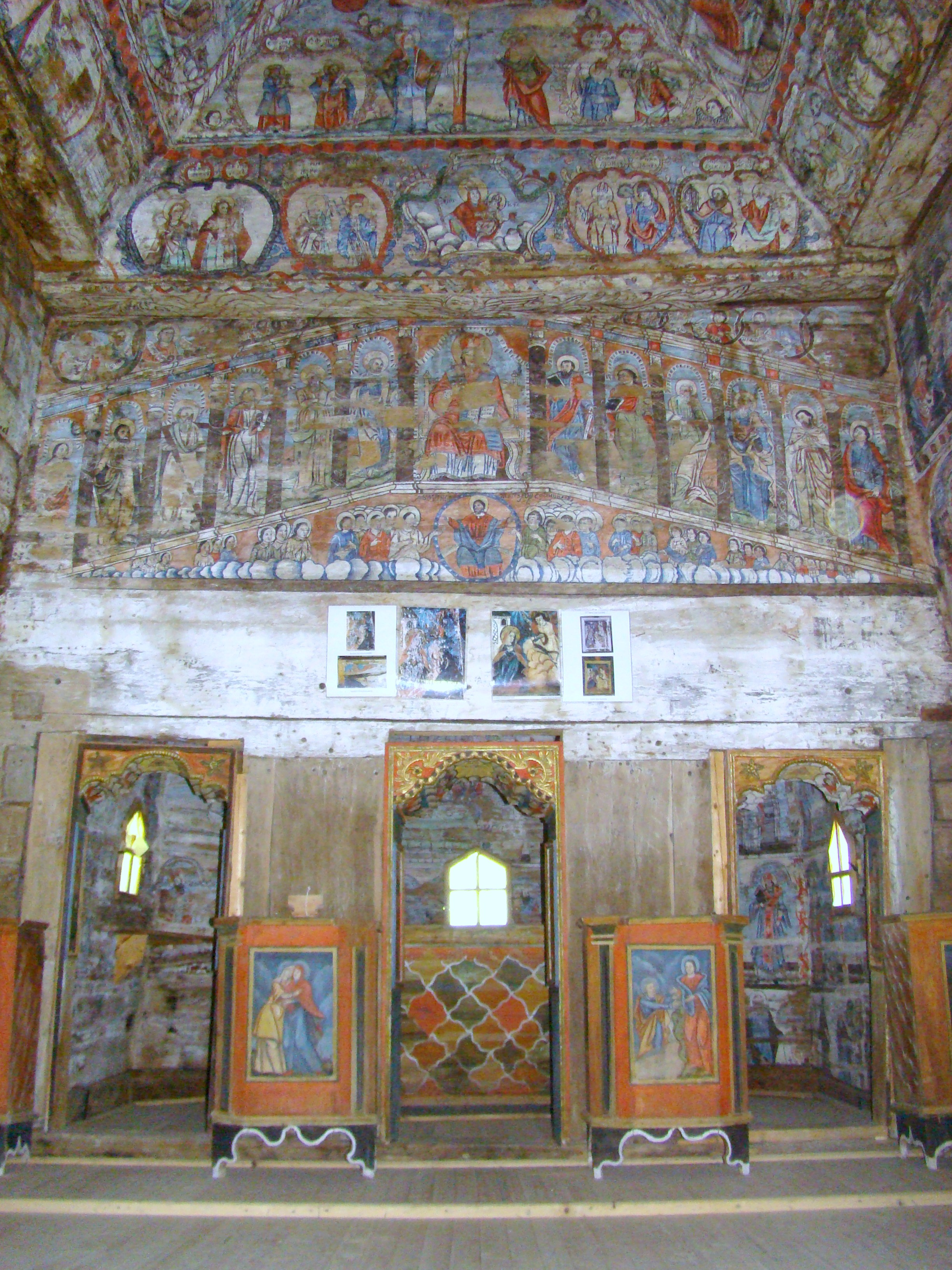
Ikonostas

Cerkiew Wprowadzenia Matki Bożej do Świątyni to jednonawowa świątynia drewniana z podwójnym dachem z 1720 r., od 1806 r. stojąca na wzgórzu za Bârsaną. Według legendy na wzgórzu znajdował się cmentarz zmarłych na dżumę, których dusze znalazły spokój dopiero po przeniesieniu obiektu sakralnego w to miejsce. Po przeniesieniu świątyni dodano dwupiętrowy portyk. Świątynia z belek dębowych, wzniesiona na planie prostokąta (przednawie – nawa – ołtarz) z ołtarzem w absydzie, osadzona jest na kamiennej podmurówce. Nad przedsionkiem wznosi się dzwonnica.
Wśród innych cerkwi drewnianych Marmaroszu ta wyróżnia się barokowymi malowidłami wnętrz autorstwa Toadera Hodora i Ioana Plohoda. Ikonostas utrzymany jest w tym samym stylu. Najlepiej zachowane malowidła Hodora znajdują się na ścianach nawy i w ołtarzu.  
Cerkiew wyremontowano w latach 1963–1965, a kolejne prace konserwatorskie przeprowadzono w 1997 r.
Cerkiew Wprowadzenia Matki Bożej do Świątyni w Bârsanie jest jedną z ośmiu drewnianych prawosławnych świątyń leżących na terenie Marmaroszu, które w 1999 r. zostały wpisane na listę światowego dziedzictwa UNESCO.